# Dudley Carleton

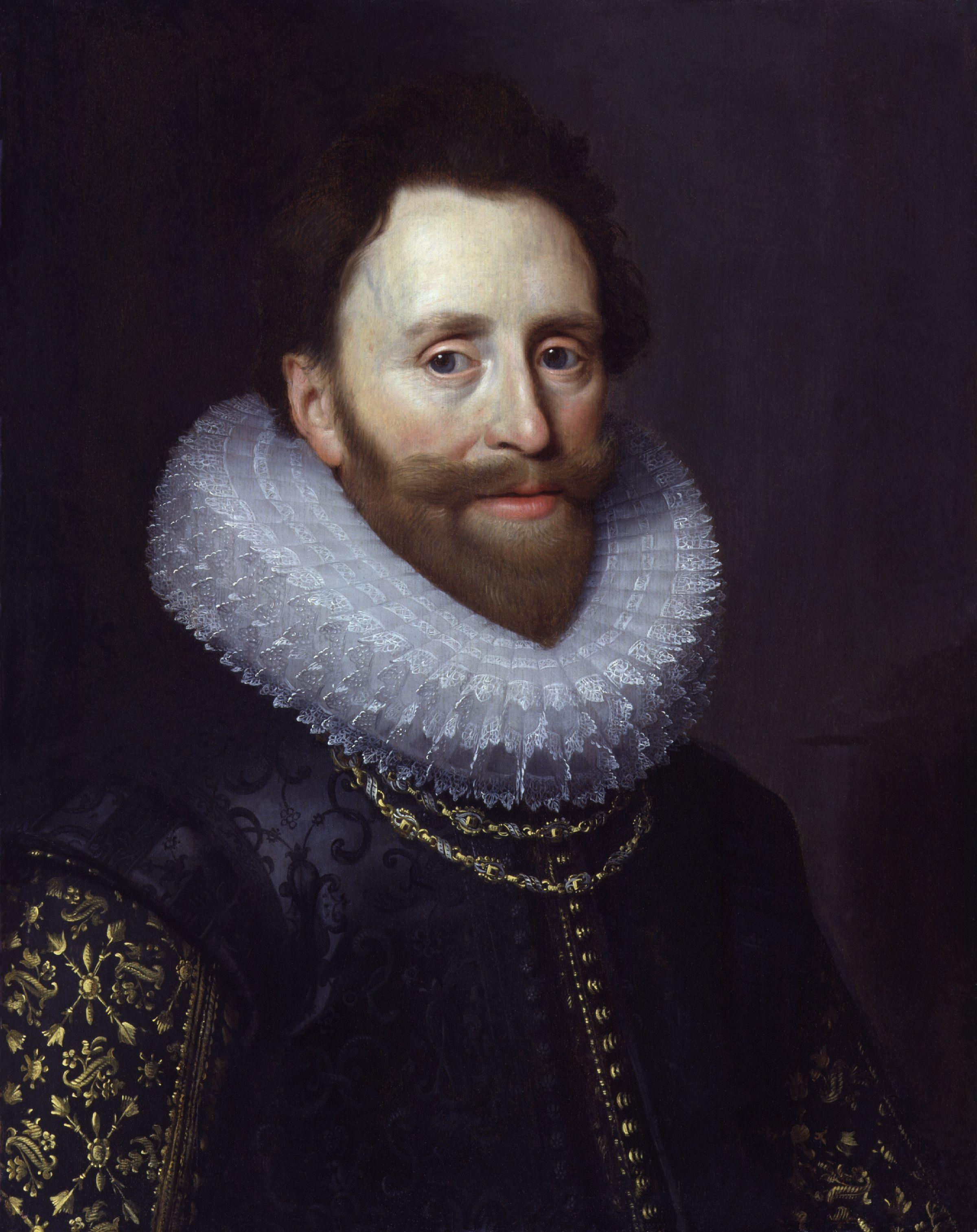
Dudley Carleton, door Michiel Jansz van Mierevelt, circa 1616.

Dudley Carleton (Brightwell Baldwin, 10 maart 1573 – 15 februari 1632), eerste burggraaf van Dorchester, zoon van Antony Carleton en Jocosa Goodwin, was een kunstverzamelaar en Engelse diplomaat in de Republiek Venetië en de Nederlanden. Omdat Engeland als protestantse natie geen politieke betrekkingen onderhield met de Kerkelijke Staat of andere vorstendommen was zijn functie belangrijk voor heel het schiereiland en betaalde informanten en spionnen. Hij bemiddelde en adviseerde bij het leveren van Italiaanse kunst aan Engelse verzamelaars.

## Biografie
Carleton werd onderwezen aan de Westminster School in Londen en de Universiteit van Oxford waar hij afstudeerde als master of Arts in 1600. In 1605 werd hij beschuldigd van deelname aan het "gunpowder plot" maar wist zichzelf vrij te pleiten. Vervolgens reisde hij naar Spanje en Frankrijk. In 1610 werd hij uitgezonden als ambassadeur in Venetië en werd de opvolger van Henry Wotton. In 1613 stelde hij zijn neef Thomas Carew, een dichter, aan als assistent en kreeg hij bezoek van de graaf van Arundel en zijn echtgenote Aletheia Talbot, schat- en invloedrijke katholieke kunstverzamelaars. Carleton kocht in 1615 twaalf kunstwerken van Daniël Nijs, een kunsthandelaar, actief in Venetië. Een aantal beelden ruilde Carleton in 1618 met Rubens voor schilderijen waaronder mogelijk een Achilles door Antoon van Dyck, zijn beste leerling; andere werken (uit de Venetiaanse School) leverde hij aan Arundel.

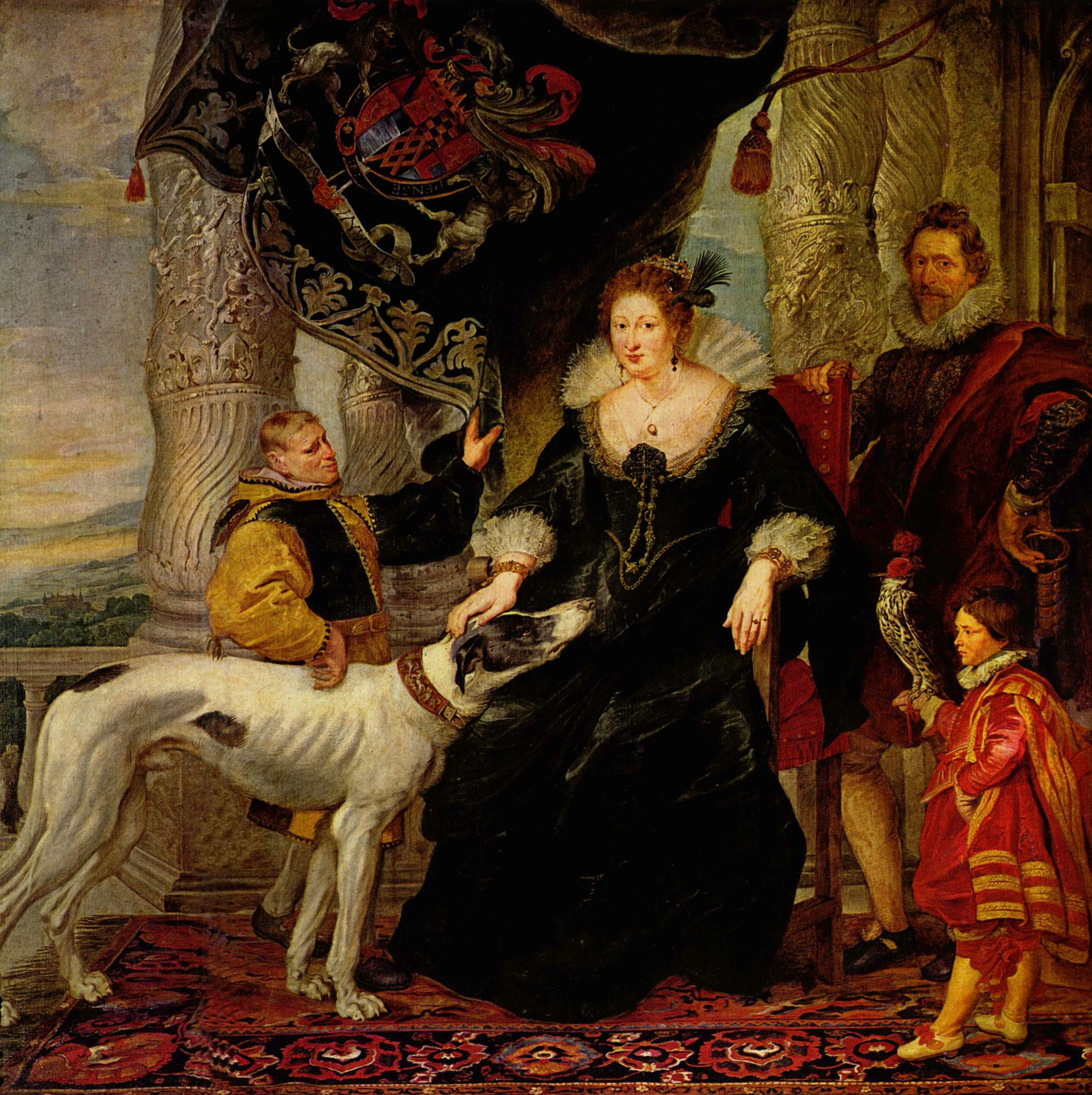
Peter Paul Rubens, Alethea Talbot, vergezeld van haar hond, een dwerg, een huisknecht en mogelijk Dudley Carleton; over de mannelijke figuur op de achtergrond, die later is toegevoegd, is geen eenduidigheid. (c. 1620) Alte Pinakothek

Carleton werd in maart 1616 ambassadeur in de Nederlanden als opvolger van Ralph Winwood, die tot 1614 die functie had bezet. In augustus stuurde hij zijn neef naar huis vanwege diens lichtzinnige optreden. Carew bood zijn verontschuldigingen aan maar Carleton en zijn vrouw waren onverbiddelijk. Carleton was in staat op juridisch vlak met Grotius en Johan van Oldenbarneveldt te redetwisten en slaagde erin de relaties tussen Engeland en de Nederlanden te verbeteren, dankzij zijn polariserende houding tegenover de Arminianen. Een van de hete hangijzers was de visserij bij Groenland door de Noordsche Compagnie. In juni 1618 vergezelde Dudley Carleton zijn buurman Constantijn Huygens bij diens eerste diplomatieke reis van vijf maanden naar Engeland. Samen met Willem Boreel werd over samenwerking tussen de VOC en de Engelse East India Company overlegd. In de bagage van Carleton bevonden zich twee portretten, geschilderd door Daniel Mytens, besteld door de Arundels. Later zou hij hen nog een schilderij door Gerard van Honthorst leveren, een toen nog nauwelijks ontdekte schilder, net uit Italië teruggekeerd. Aan het einde van dat jaar was Carleton betrokken bij de onderhandelingen tussen de VOC en de Engelse aanwezigheid in de Indische Archipel.

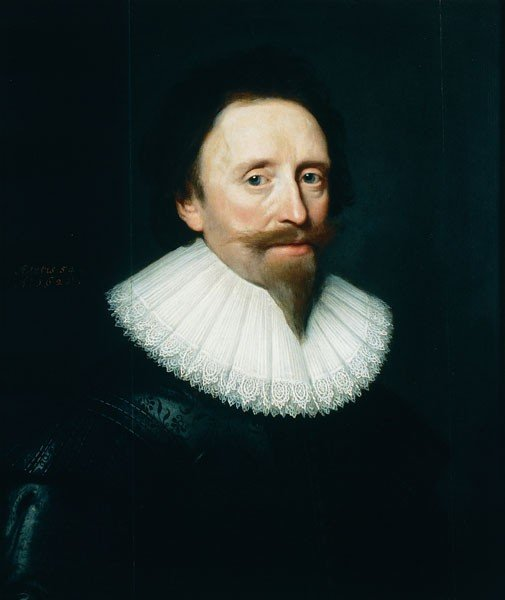
Nog een portret door Van Mierevelt van Dudley Carleton

In 1621 kreeg de ongelukkige 'Winterkoning', Frederik V van de Palts samen met zijn echtgenote Elisabeth van Bohemen en hun kinderen, tijdelijk onderdak in het huis van Carleton in Den Haag. In 1622 protesteerde hij tegen de kolonie Nieuw-Nederland, nadat hij in het voorafgaande jaar de vestiging van vijftig Waalse families in Virginia had afgewezen. In 1623 kreeg Carleton te maken met de zogenaamde 'Ambonse Moord' op tien Engelsen, negen Japanse huurlingen en een Portugees. In 1625 keerde de diplomaat terug naar Engeland, waar hij in 1626 tot de adelstand werd verheven en hem de titel Baron van Imbercourt is verleend. Carleton is opgevolgd door William Boswell (?-ca 1649).
Dudley Carleton kwam als gezant van de Engelse koning, Frederik Hendrik persoonlijk feliciteren met de overwinning na het Beleg van Groenlo (1627). Voor deze missie naar Den Haag, waar zaken van gewicht moeten zijn besproken, mogelijk de aanwezigheid van Engelse troepen in het noorden van Duitsland om de protestantse belangen in de Dertigjarige Oorlog, een vrije doorvaart op de Elbe te schermen of de Belegering van La Rochelle werd hij in juli 1628 beloond met de nieuwe titel Burggraaf ('Viscount') van Dorchester.
Op aanraden van Carleton kwamen niet alleen Honthorst en zijn assistent Sandrart naar Londen, maar ook de tot 20 jaar gevangenschap veroordeelde schilder Torrentius. Carleton was getuige van de moord op zijn vriend George Villiers (1592-1628). In december 1628 werd hij benoemd tot Secretary of State, een benaming voor de minister die de koninklijke correspondentie verzorgt. Alhoewel Carleton twee keer is getrouwd geweest, heeft hij geen nageslacht achtergelaten. Hij ligt begraven in Westminster Abbey. Zijn correspondentie is van belang vanwege de informatie over de geschiedenis van die tijd.